# Трасування тріщин
Трасування тріщин (рос. трассировка трещин; англ. tracing of fractures; нім. Kluftabstecken n — виявлення ліній тріщинуватості, що впливають на розробку покладу. Здійснюється за аномально високими дебітами і темпами обводнення свердловин, аномальними значинами пластового тиску, за взаємовпливом свердловин, за напрямом та швидкістю руху індикатора, який додають у нагнітальну воду і ін.